# 1370 Гелла
1370 Гелла (1370 Hella) — астероїд головного поясу, відкритий 31 серпня 1935 року.
Тіссеранів параметр щодо Юпітера — 3,604.